# Gestus
Gestus es una técnica de actuación desarrollada por el practicante de teatro alemán Bertolt Brecht . Lleva el sentido de una combinación de gestos físicos y de una "esencia" o actitud. Es un medio por el que se revela "una actitud o aspecto único de dicha actitud", en la medida en que es "expresable con palabras o acciones".
Gestus, como encarnación de una actitud, tiene al menos dos significados distintos en el teatro de Brecht: primero, el descubrimiento o revelación de las motivaciones y transacciones que sustentan un intercambio dramático entre los personajes; y segundo, la narración "épica " de este personaje por parte del actor (ya sea de forma explícita o implícita).
En el primer sentido, el de la anatomización del personaje, un Gestus revela un aspecto específico de un personaje: más que sus dimensiones metafísicas, subconscientes o psicológicas, un Gestus hace visibles las relaciones sociales de un personaje y la causalidad del su comportamiento, tal y como se interpreta desde una perspectiva materialista histórica. "Cada emoción" cuando se trata bajo la rúbrica de Gestus, comenta Elizabeth Wright, "se manifiesta como un conjunto de relaciones sociales". "Porque es lo que ocurre entre las personas", dice Brecht, "lo que les proporciona todo el material que pueden discutir, criticar, alterar".
En el segundo sentido, la actitud del actor se plasma al actuar como un acto de narración épica (el 'muestrar' que se 'muestra' en el 'muestrar', en el turno de frase de Brecht), Brecht se refiere en la base "política" desde que un actor interpreta su papel y su lugar dentro del esquema narrativo de la producción en su conjunto. "La elección del punto de vista también es un elemento importante del arte del actor, y debe decidirse fuera del teatro", escribe Brecht en su "A Short Organum". En este sentido de la aclaración y plasmación de una perspectiva interpretativa particular, Gestus se relaciona con la otra herramienta práctica importante de Brecht, el Fabel .
Un Gestus no es un tópico ni un "sello de goma"; el actor desarrolla el gesto de un personaje mediante un proceso de exploración del comportamiento físico concreto y según un principio de realismo selectivo. El practicante de teatro alemán post-brechtiano Heiner Müller (que dirigió al Berliner Ensemble de Brecht durante un tiempo) argumenta que "[reflejar las acciones a través de las figuras, tanto mental como emocionalmente, también tiene el carácter de citación". La cita geste ( Gestus ) no debe disminuir la intensidad y la espontaneidad de las reacciones. Identificación en los detalles con extrañamiento del conjunto." 